# Revolution Radio Tour
Revolution Radio Tour to trasa koncertowa amerykańskiego zespołu punkrockowego Green Day. Trwała od 26 września 2016 do 19 listopada 2017. Podczas trasy muzycy promowali dwunasty album studyjny grupy zatytułowany Revolution Radio.

## Program koncertów według albumów
Na koncertach zespół grał jeden utwór nie pochodzący z albumu - "J.A.R."
- 1,000 Hours: "Only of You"

- 39/Smooth: "I Was There", "Disappearing Boy", "Going To Palasqua"

- Slappy: "Paper Lanterns", "Why Do You Want Him?", "409 in Your Coffeemaker", "Knowledge"

- Kerplunk: "2,000 Light Years Away", "One for the Razorbacks", "Welcome to Paradise", "Christie Road", "Private Ale", "Dominated Love Slave" (fragment), "One of My Lies"

- Dookie: "Burnout", "Longview", "Basket Case", "She", "When I Come Around"

- Insomniac: "Armatage Shanks", "Brat", "Geek Stink Breath", "Stuart and the Ave", "Brain Stew", "Jaded"

- Nimrod: "Nice Guys Finish Last", "Hitchin' a Ride", "Scattered", "King for a Day", "Good Riddance (Time of Your Life)"

- Warning: "Warning", "Minority"

- American Idiot: "American Idiot", "Jesus of Suburbia", "Holiday", "Boulevard of Broken Dreams", "Are We the Waiting", "St Jimmy", "Give Me Novacaine", "Letterbomb", "Wake Me Up When September Ends"

- 21st Century Breakdown: "Know Your Enemy", "Last Night on Earth", "21 Guns"

- ¡Uno!: "Nuclear Family"

- ¡Dos!: "Amy" (fragment)

- Revolution Radio: "Somewhere Now", "Bang Bang", "Revolution Radio", "Still Breathing", "Youngblood", "Too Dumb to Die", "Troubled Times", "Forever Now", "Ordinary World"

Covery innych wykonawców:
- "Always Look on the Bright Side of Life" (cover Monthy Pythona) (fragment)
- "Born to Die" (cover MDC) (fragment)
- "Break on Through (To the Other Side)" (cover The Doors) (fragment)
- "Bump n' Grind" (cover R.Kelly’ego) (fragment)
- "Careless Whisper" (cover George’a Michaela) (fragment)
- "Danny Boy" (cover Fredericka Weatherly’ego) (fragment)
- "Deep in the Heart of Texas" (piosenka z 1941 r., interpretacje różnych wykonawców) (fragment)
- "Do You Wanna Dance?" (cover Bobby Freemana) (fragment)
- "Hey Jude" (cover The Beatles) (fragment)
- "(I Can't Get No) Satisfaction" (cover The Rolling Stones) (fragment)
- "I Wanna Be Sedated" (cover Ramones) (fragment)
- "Iron Man" (cover Black Sabbath) (fragment)
- "Johnny B. Goode" (cover Chucka Berry’ego)
- "The Kids Are Alright" (cover The Who) (fragment)
- "Shout" (cover The Isley Brothers)
- "Teenage Kicks" (cover The Undertones) (fragment)
- "Who Can It Be Now?" (cover Men at Work) (fragment)

## Lista koncertów

### Koncerty w 2016

#### USA
1. 26 września 2016 – Columbus, Ohio, USA – Newport Music Hall
2. 28 września 2016 – Sayreville, New Jersey, USA – Starland Ballroom
3. 29 września 2016 – Upper Darby, Pensylwania, USA – Tower Theater
4. 1 października 2016 – Boston, Massachusetts, USA – House of Blues
5. 3 października 2016 – Waszyngton, USA – 9:30 Club
6. 5 października 2016 – występ w programie The Howard Stern Show w Sirius MX Radio w Nowym Jorku
7. 6 października 2016 – występ w programie The Tonight Show Starring Jimmy Fallon w NBC Studios w Nowym Jorku
8. 7 października 2016 – Nowy Jork, Nowy Jork, USA – Rough Trade NYC
9. 8 października 2016 – Nowy Jork, Nowy Jork, USA – Webster Hall
10. 14 października 2016 – występ w iHeartRadio Theater Los Angeles w Burbank
11. 17 października 2016 – Los Angeles, Kalifornia, USA – Hollywood Palladium
12. 19 października 2016 – występ w stacji radiowej KROQ w Los Angeles
13. 20 października 2016 – Berkeley, Kalifornia, USA – UC Theatre
14. 23 października 2016 – Chicago, Illinois, USA – Aragon Ballroom
15. 24 października 2016 – Detroit, Michigan, USA – The Fillmore Detroit
16. 26 października 2016 – St. Louis, Missouri, USA – The Pageant
17. 10 grudnia 2016 – Oakland, Kalifornia, USA – Oracle Arena
18. 11 grudnia 2016 – Inglewood, Kalifornia, USA – Kia Forum

### Koncerty w 2017

#### Europa - część 1
1. 10 stycznia 2017 – Turyn, Włochy – Pala Alpitour
2. 11 stycznia 2017 – Florencja, Włochy – Nelson Mandela Forum
3. 13 stycznia 2017 – Bolonia, Włochy – Unipol Arena
4. 14 stycznia 2017 – Mediolan, Włochy – Mediolanum Forum
5. 16 stycznia 2017 – Zurych, Szwajcaria – Hallenstadion
6. 18 stycznia 2017 – Mannheim, Niemcy – SAP Arena
7. 19 stycznia 2017 – Berlin, Niemcy – Mercedes-Benz Arena
8. 21 stycznia 2017 – Kraków, Polska – Tauron Arena Kraków
9. 22 stycznia 2017 – Praga, Czechy – Tipsport Arena
10. 25 stycznia 2017 – Oslo, Norwegia – Oslo Spektrum
11. 27 stycznia 2017 – Sztokholm, Szwecja – Ericsson Globe
12. 28 stycznia 2017 – Malmö, Szwecja – Malmö Arena
13. 30 stycznia 2017 – Kolonia, Niemcy – Lanxess Arena
14. 31 stycznia 2017 – Amsterdam, Holandia – Ziggo Dome
15. 2 lutego 2017 – Bruksela, Belgia – Forest National
16. 3 lutego 2017 – Paryż, Francja – AccorHotels Arena
17. 5 lutego 2017 – Leeds, Anglia – First Direct Arena
18. 6 lutego 2017 – Manchester, Anglia – Manchester Arena
19. 8 lutego 2017 – Londyn, Anglia – The O2 Arena

#### Ameryka Północna - część 1
1. 1 marca 2017 – Phoenix, Arizona, USA – Talking Stick Resort Arena
2. 2 marca 2017 – El Paso, Teksas, USA – El Paso County Coliseum
3. 4 marca 2017 – Dallas, Teksas, USA – American Airlines Center
4. 5 marca 2017 – Houston, Teksas, USA – Toyota Center
5. 7 marca 2017 – Tulsa, Oklahoma, USA – BOK Center
6. 8 marca 2017 – North Little Rock, Arkansas, USA – Verizon Arena
7. 10 marca 2017 – Duluth, Georgia, USA – Infinite Energy Arena
8. 12 marca 2017 – Norfolk, Wirginia, USA – Ted Constant Convocation Center
9. 13 marca 2017 – Waszyngton, USA – Verizon Center
10. 15 marca 2017 – Nowy Jork, Nowy Jork, USA – Barclays Center
11. 16 marca 2017 – występ w programie The Late Show with Stephen Colbert w Ed Sullivan Theater w Nowym Jorku
12. 17 marca 2017 – Worcester, Massachusetts, USA – DCU Center
13. 19 marca 2017 – London, Kanada – Budweiser Gardens
14. 20 marca 2017 – Hamilton, Kanada – FirstOntario Centre
15. 22 marca 2017 – Montreal, Kanada – Centre Bell
16. 23 marca 2017 – Quebec, Kanada – Centre Vidéotron
17. 25 marca 2017 – Pittsburgh, Pensylwania, USA – Petersen Events Center
18. 27 marca 2017 – Detroit, Michigan, USA – Joe Louis Arena
19. 28 marca 2017 – Champaign, Illinois, USA – State Farm Center
20. 30 marca 2017 – Green Bay, Wisconsin, USA – Resch Center
21. 1 kwietnia 2017 – Saint Paul, Minnesota, USA – Xcel Energy Center
22. 3 kwietnia 2017 – Des Moines, Iowa, USA – Wells Fargo Arena
23. 5 kwietnia 2017 – Broomfield, Kolorado, USA – 1st Bank Center
24. 7 kwietnia 2017 – Las Vegas, Nevada, USA – MGM Grand Garden Arena
25. 8 kwietnia 2017 – San Diego, Kalifornia, USA – Valley View Casino Center

#### Oceania
1. 30 kwietnia 2017 – Perth, Australia – Perth Arena
2. 3 maja 2017 – Adelaide, Australia – Adelaide Entertainment Centre
3. 5 maja 2017 – Melbourne, Australia – Rod Laver Arena
4. 6 maja 2017 – Melbourne, Australia - Rod Laver Arena
5. 8 maja 2017 – Brisbane, Australia – Brisbane Entertainment Centre
6. 10 maja 2017 – Sydney, Australia – Quodos Bank Arena
7. 11 maja 2017 – Sydney, Australia - Quodos Bank Arena
8. 13 maja 2017 – Auckland, Nowa Zelandia – Vector Arena
9. 14 maja 2017 – Auckland, Nowa Zelandia - Vector Arena

19 maja w Nowym Jorku w USA zespół wystąpił w programie Good Morning America.

#### Europa - część 2
1. 4 czerwca 2017 – Landgraaf, Holandia – Megaland Park
2. 6 czerwca 2017 – Lublana, Słowenia – Arena Stožice
3. 7 czerwca 2017 – Monachium, Niemcy – Olympiahalle
4. 9 czerwca 2017 – Interlaken, Szwajcaria – Lotnisko w Interlaken
5. 11 czerwca 2017 – Paryż, Francja - Tor wyścigowy Longchamp
6. 12 czerwca 2017 – Luksemburg, Rockhal
7. 14 czerwca 2017 – Lukka, Włochy - Plac Napoleoński
8. 15 czerwca 2017 – Monza, Włochy – Autodromo Nazionale Monza
9. 17 czerwca 2017 – Nickelsdorf, Austria - Pannonia Fields
10. 19 czerwca 2017 – Budapeszt, Węgry – Papp László Budapest Sportaréna
11. 21 czerwca 2017 – Göteborg, Szwecja – Scandinavium
12. 23 czerwca 2017 – Scheeßel, Niemcy - Eichenring
13. 24 czerwca 2017 – Tuttlingen, Niemcy – Neuhausen ob Eck Airfield
14. 28 czerwca 2017 – Belfast, Irlandia Północna – Ormeau Park
15. 29 czerwca 2017 – Dublin, Irlandia – Royal Hospital Kilmainham
16. 1 lipca 2017 – Londyn, Anglia – Hyde Park
17. 3 lipca 2017 – Sheffield, Anglia – Sheffield Arena
18. 7 lipca 2017 – Madryt, Hiszpania – Caja Mágica

#### Ameryka Północna - część 2
1. 1 sierpnia 2017 – Auburn, Waszyngton, USA – White River Amphitheatre
2. 2 sierpnia 2017 – Portland, Oregon, USA – Moda Center
3. 5 sierpnia 2017 – Oakland, Kalifornia, USA – Oakland-Alameda County Coliseum
4. 7 sierpnia 2017 – West Valley City, Utah, USA – USANA Amphitheatre
5. 9 sierpnia 2017 – Greenwood Village, Kolorado, USA – Fiddler’s Green Amphitheatre
6. 11 sierpnia 2017 – Kansas City, Missouri, USA – Sprint Center
7. 12 sierpnia 2017 – Omaha, Nebraska, USA – CenturyLink Center Omaha
8. 14 sierpnia 2017 – Maryland Heights, Missouri, USA – Hollywood Casino Amphitheatre
9. 16 sierpnia 2017 – Noblesville, Indiana, USA – Klipsch Music Center
10. 18 sierpnia 2017 – Toronto, Kanada – Budweiser Stage
11. 20 sierpnia 2017 – Cincinnati, Ohio, USA – Riverbend Music Center
12. 21 sierpnia 2017 – Cuyahoga Falls, Ohio, USA – Blossom Music Center
13. 24 sierpnia 2017 – Chicago, Illinois, USA – Wrigley Field
14. 26 sierpnia 2017 – Darien, Nowy Jork, USA – Darien Lake Performings Arts Center
15. 28 sierpnia 2017 – Mansfield, Massachusetts, USA – Xfinity Center
16. 29 sierpnia 2017 – Hartford, Connecticut, USA – Xfinity Theatre
17. 31 sierpnia 2017 – Camden, New Jersey, USA – BB&T Pavillion
18. 1 września 2017 – Raleigh, Karolina Północna, USA – Constal Credit Union Music Amphitheatre
19. 3 września 2017 – West Palm Beach, Floryda, USA – Perfect Vodka Amphitheatre
20. 5 września 2017 – Tampa, Floryda, USA – MidFlorida Credit Union Amphitheatre (tego samego dnia Green Day wystąpili na benefisie AmeriCares)
21. 6 września 2017 – Orange Beach, Alabama, USA – The Wharf Amphitheater
22. 8 września 2017 – Austin, Teksas, USA – Austin360 Amphitheater
23. 9 września 2017 – San Antonio, Teksas, USA – AT&T Center
24. 11 września 2017 – Albuquerque, Nowy Meksyk, USA – Isleta Amphitheater
25. 13 września 2017 – Chula Vista, Kalifornia, USA – Mattress Firm Amphitheatre
26. 16 września 2017 – Pasadena, Kalifornia, USA – Rose Bowl
27. 23 września 2017 – Nowy Jork, Nowy Jork, USA – Central Park

#### Ameryka Południowa
1. 1 listopada 2017 – Rio de Janeiro, Brazylia – Jeunesse Arena
2. 3 listopada 2017 – São Paulo, Brazylia – Arena Anhembi
3. 5 listopada 2017 – Kurytyba, Brazylia – Pedreira Paulo Leminski
4. 7 listopada 2017 – Porto Alegre, Brazylia – Estádio Beira-Rio
5. 10 listopada 2017 – Buenos Aires, Argentyna – José Amalfitani Stadium
6. 12 listopada 2017 – Santiago, Chile – Estadio Bincentenario de la Florida
7. 14 listopada 2017 – Lima, Peru – Estadio Universidad San Macros
8. 17 listopada 2017 – Bogota, Kolumbia – Simón Bolívar Park
9. 19 listopada 2017 – Meksyk, Meksyk – Autódromo Hermanos Rodríguez

## Źródła
- 2016 Green Day Tour Dates
- 2017 Green Day Tour Dates